# Жабья голова

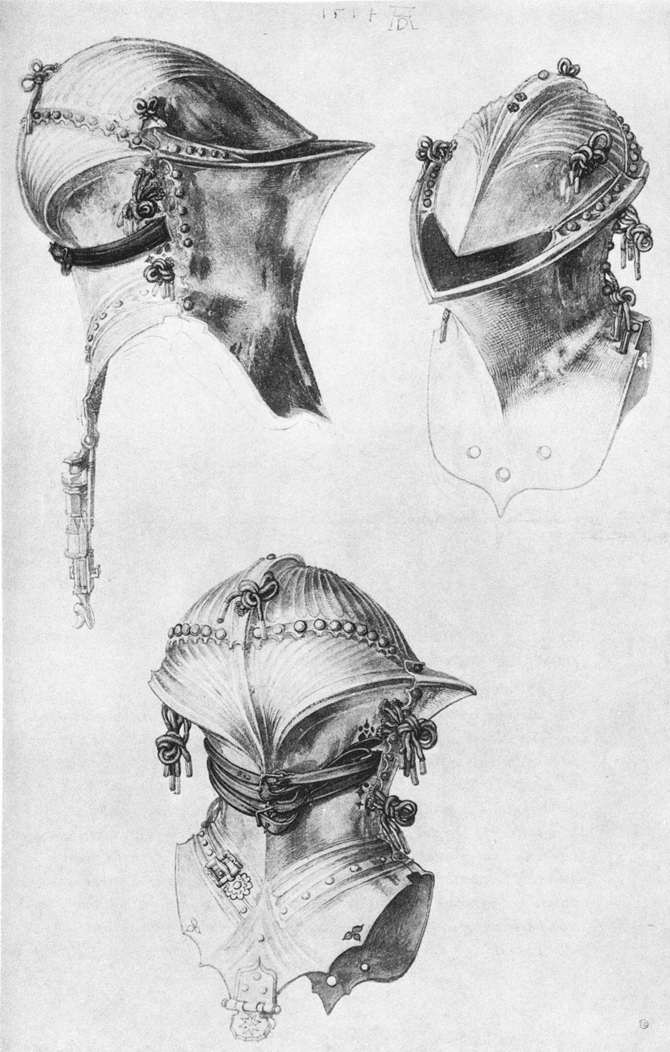
Штеххелм. Гравюра Альбрехта Дюрера, 1498 г.

Жабья голова (англ. frog-mouth helm, фр. tête de crapaud) или Штеххелм (нем. Stechhelm) — тип шлема конца XV — всего XVI века для копейной сшибки на турнирах — гештеха — с мощной защитой шеи и лица. Традиционно входил в комплект турнирного полудоспеха штехцойга. Неподвижно крепился к кирасе. 

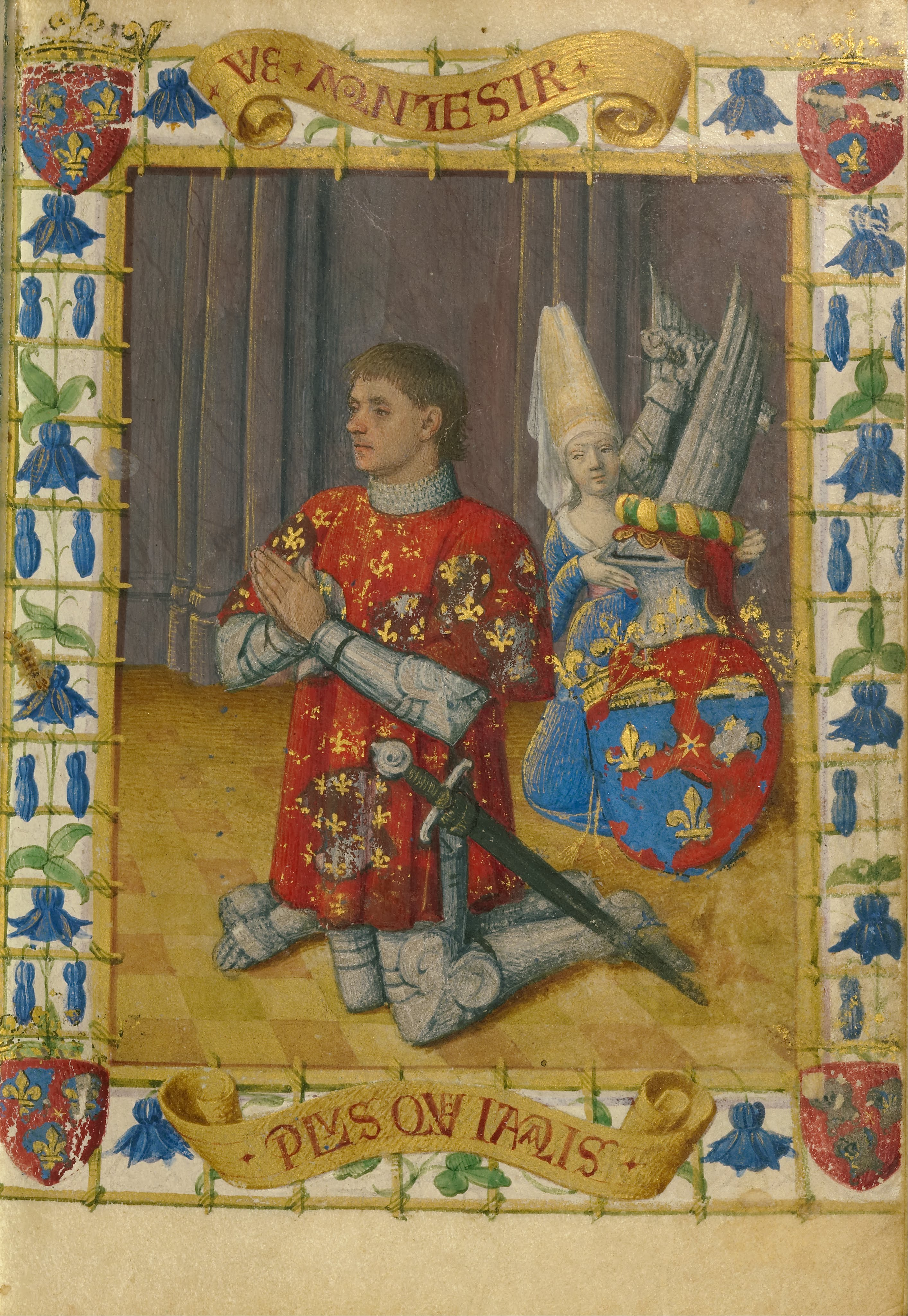
Миниатюра Жана Фуке из «Часослова Симона де Вари» c портретом заказчика. 1455 г.

Характерными чертами этого шлема являются:
- шарообразный купол, спереди вытянутый вперёд для обеспечения более обтекаемой формы шлема. В случае, если копьё попадало в лоб — оно просто соскальзывало в сторону;
- несколько приплюснутая теменная часть, при вытянутой лицевой[1];
- затылочная часть купола вместе с защитой шеи жёстко (кузнечной сваркой или заклёпками) соединена с куполом шлема; защита лица, шеи и ключиц, соединённая воедино, также жёстко (заклёпками) крепилась к шлему — этим достигалась монолитность защиты и исключительная прочность шлема;
- защита шеи выполнена в виде неподвижной конструкции; сзади она оснащена пряжкой для пристёгивания к спине кирасы, спереди защёлкой, обеспечивающей жёсткое крепление к нагруднику;
- подшлемник привязывался изнутри шлема на завязках; при этом сам подшлемник был достаточно толстым для того, чтобы защитить голову владельца от травмы в случае прямого попадания копьём по шлему;
- шлем неплотно облегал голову и шею владельца, оставляя достаточно пространства для дыхания; снимался через верх;
- смотровые щели выполнялись буквально «на лбу» с таким расчётом, чтобы при копейной сшибке, когда всадник наклоняется вперёд, он имел хороший обзор, а в момент сшибки, при выпрямлении, копье противника встречало бы перед собой глухую стену из стали, полностью исключая попадание в щели для глаз; иных отверстий (кроме отверстий для завязок подшлемника) шлем не имел.

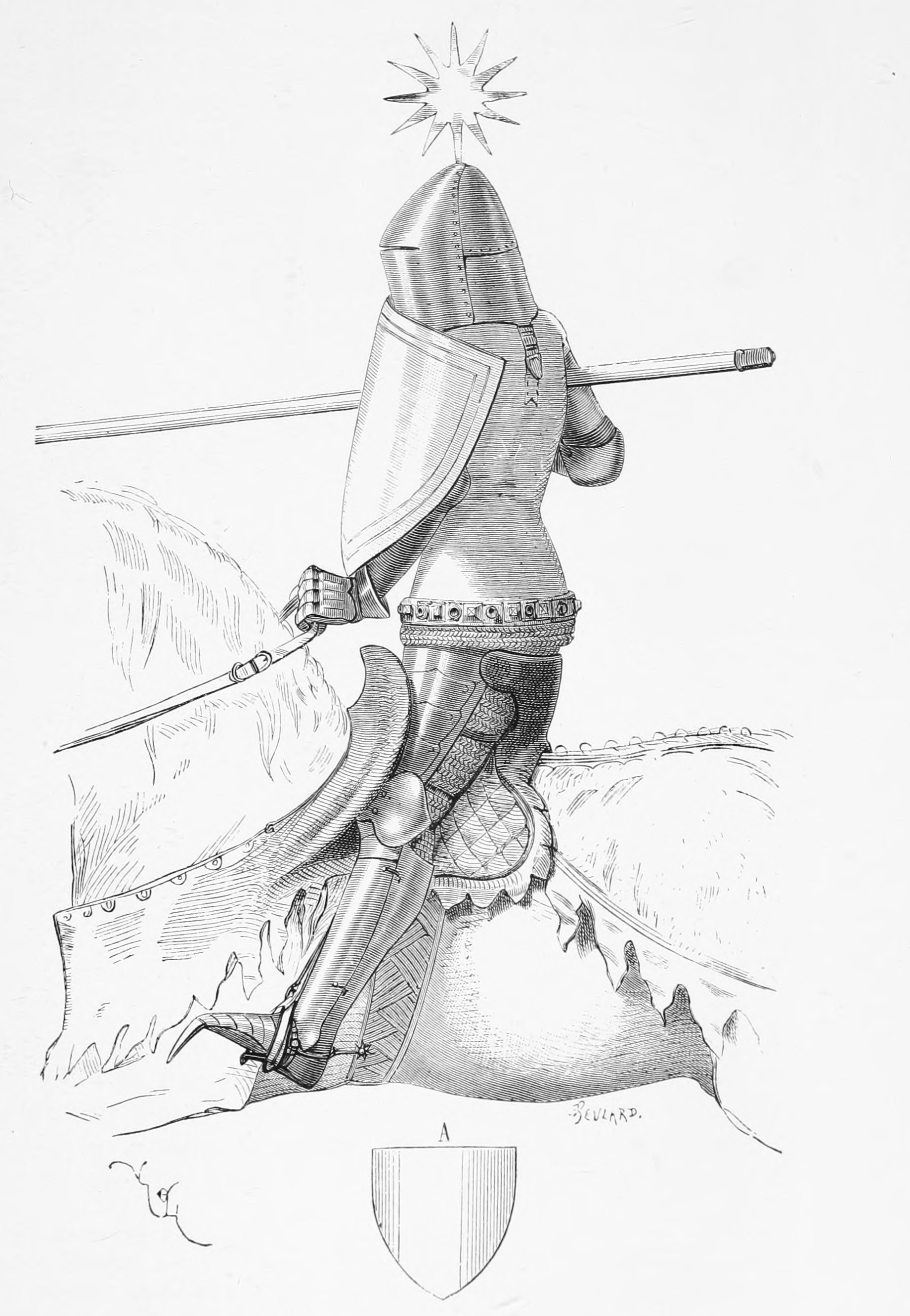
Рыцарь сер. XIV в. на турнире. Илл. из книги Виолле-ле-Дюка. Хорошо нарисован шлем типа гранд-хельм — характерная переходная форма от топфхельмов XIV в., быстро терявших боевое значение, к чисто турнирным жабьим головам

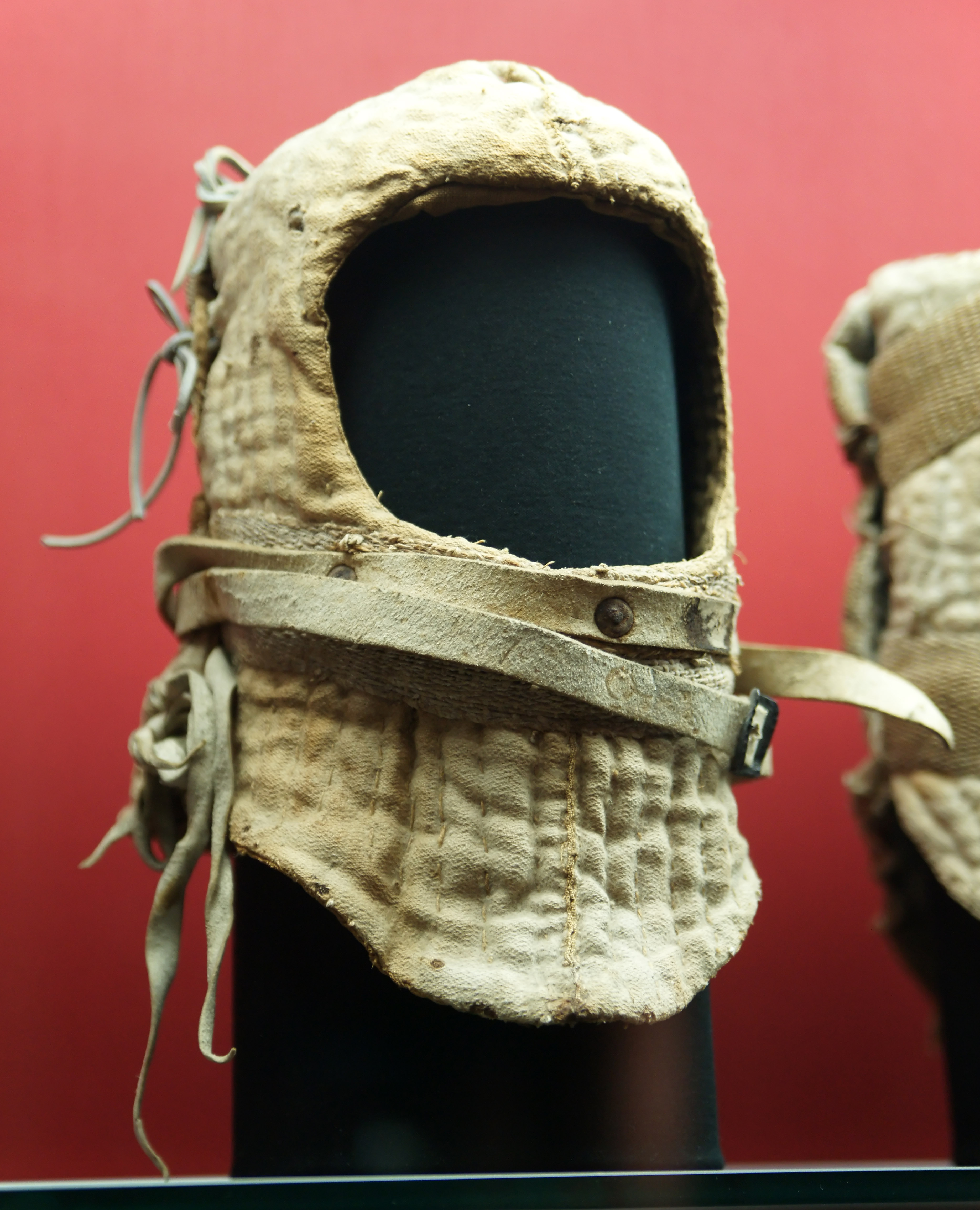
Подшлемник штеххелма. Иннсбрук, 1484 г. Kunsthistorisches Museum, Вена

Вес подобного шлема мог достигать 10 кг.
Штеххельм вёл свое происхождение от топфхелмов, вернее от их поздней разновидности типа «сахарная голова», которые к началу XV столетия вышли из употребления как боевые шлемы, но продолжали быть популярными на турнирах — отчасти благодаря устоявшейся турнирной традиции, идущей из XIII века, отчасти благодаря их защитным  свойствам, превосходящим в этом плане бацинеты. Поэтому даже в XV веке топфхелм (а вернее — грандхелм) ещё не вышел из употребления на турнирах, особенно в Англии. С ходом прогресса в развитии доспехов его старались сделать максимально защищающим, благо необходимость сохранять приемлемую для рукопашного боя обзорность исчезла ещё в XIV веке. Шлем ковался всё более вытянутым вперёд, смотровые щели с учётом посадки кавалериста в турнире поднимались всё выше. Так «сахарная голова» постепенно утратила свои качества для рукопашного боя и превратилась в «жабью голову», которая была весьма популярной в турнирах, особенно в копейных сшибках типа гештеха, для которых в первой половине XV века сложился специальный комплекс турнирных доспехов штехцойг, и просуществовала до тех пор, пока турниры вообще не прекратились. Много шлемов этого типа сейчас находится в различных европейских музеях. Штеххелм также был популярен в качестве шлема на различных гербах, указывая на их дворянскую принадлежность.